# Osman Bukari
Osman Bukari (ur. 13 grudnia 1998 w Akrze) – ghański piłkarz występujący na pozycji pomocnika, reprezentant kraju. Od 2024 roku zawodnik Austin FC.

## Życiorys
Jest wychowankiem Accra Lions FC, natomiast w 2018 roku był wypożyczony przez RSC Anderlecht, gdzie był zawodnikiem drużyny U-21. W lipcu 2018 roku został pozyskany przez AS Trenčín. Jego pierwszym oficjalnym meczem w seniorskiej karierze był udział w wygranym 1:0 spotkaniu z Górnikiem Zabrze w ramach Ligi Europy UEFA 26 lipca 2018 roku. W Fortuna lidze zadebiutował natomiast trzy dni później w przegranym 1:4 spotkaniu z MFK Ružomberok. W sezonie 2019/2020 został wybrany do jedenastki sezonu ligi słowackiej. Ogółem w najwyższej lidze Słowacji rozegrał 51 meczów, zdobywając 12 goli. We wrześniu 2020 roku za milion euro został zakupiony przez KAA Gent. W barwach tego klubu w sezonie 2020/2021 wystąpił w 26 meczach Eerste klasse A, debiutując 19 września w wygranym 1:0 meczu z Royal Excel Mouscron. 25 marca 2021 roku zadebiutował w reprezentacji w zremisowanym 1:1 meczu z Południową Afryką w ramach eliminacji do Pucharu Narodów Afryki 2021. W sezonie 2021/2022 grał na wypożyczeniu w FC Nantes. Wystąpił w tamtym sezonie w 24 spotkaniach ligowych, debiutując 22 sierpnia w przegranym 0:1 spotkaniu ze Stade Rennais. Ponadto zdobył z Nantes Puchar Francji. W lipcu 2022 roku za trzy miliony euro został pozyskany przez FK Crvena zvezda. W Super lidze Srbije zadebiutował 10 lipca w wygranym 4:0 meczu z Radničkim Nisz. Został powołany do reprezentacji na Mistrzostwa Świata 2022, na których zdobył bramkę w spotkaniu z Portugalią (2:3).

## Statystyki ligowe
| Sezon         | Klub             | Liga              | Mecze | Gole |
| ------------- | ---------------- | ----------------- | ----- | ---- |
| 2018/2019     | AS Trenčín       | I. liga           | 22    | 1    |
| 2019/2020     | AS Trenčín       | I. liga           | 25    | 10   |
| 2020/2021 (j) | AS Trenčín       | I. liga           | 4     | 1    |
| 2020/2021     | KAA Gent         | Eerste klasse A   | 26    | 4    |
| 2021/2022     | FC Nantes        | Ligue 1           | 24    | 2    |
| 2022/2023     | FK Crvena zvezda | Super liga Srbije | 29    | 12   |